# Cortegana
Cortegana è un comune spagnolo di 5 007 abitanti situato nella comunità autonoma dell'Andalusia.

## Geografia fisica
Nel territorio comunale si trovano le sorgenti del fiume Chanza.